# Adetoun Küppers-Adebisi
Adetoun Küppers-Adebisi (* 20. März 1969 in Lagos, Nigeria) ist eine deutsche Medien- und Gender-Aktivistin, Diversity-Coach, Publizistin und Autorin. Als Präsidentin leitet sie das Netzwerk Afrotak TV cyberNomads.

## Leben
Küppers-Adebisi wuchs in Lagos auf und zog im Alter von 12 Jahren nach Deutschland. Im Jahre 2002 beendete sie ihr Studium zur Diplom-Wirtschaftsingenieurin an der Fachhochschule Köln. In ihrer Kindheit wie auch in ihrer beruflichen Tätigkeit erfuhr sie Alltagsrassismus.
Von 2002 bis 2004 organisierte sie mit Afrotak TV cyberNomads dreimal den Black Media Congress Berlin als Pilotprojekt der Bundeszentrale für politische Bildung aus Sicht von deutschen Migranten und schwarzen Deutschen. Der Erste Kongress fand im Goethe-Institut Berlin statt unter dem Titel „Soul-Power and cyberSpace“. Beim zweiten Kongress wurden 2003 unter dem Titel „Afropean Best Practice“ europaweite Vorbildprojekte in der Heinrich-Böll-Stiftung Berlin präsentiert. Unter dem Titel „Von der Berliner Afrika-Konferenz 1884 – bis Afro Futurism 2004“ richtete sie 2004 den dritten Kongress im Haus der Kulturen der Welt Berlin aus. Als Ko-Initiatorin des 1. Schwarzen Deutschen Internationalen Literaturpreises „May Ayim Award“ konnte sie 2004 unter der Schirmherrschaft der UNESCO Deutschland das Literatur-Preis-Gala-Event „Black Germania“ im Haus der Kulturen der Welt Berlin moderieren. 2009 war sie Medien-Referentin der Afrikanischen Union bei der African Union Regional Consulting Conference in Paris und wurde Vize-Präsidentin des AU-Diaspora-Vorbereitungskomitees.
Seit 2010 ist Küppers-Adebisi Gründungsvorstand des Vereins African Union African Diaspora Germany 6th Region. 2011 war sie für den Migrationsrat Berlin-Brandenburg als Koordinatorin der Bereiche Medien und Kultur des Landesaktionsplans gegen Rassismus und ethnische Diskriminierung (LAPgR) tätig und verfasste die Empfehlungen der Zivilgesellschaft an den Berliner Senat. 2012 beendete sie eine Fortbildung zur Diversity-Koordinatorin für staatliche Institutionen und Zivilgesellschaft.
2012 stellte sie zusammen mit ihrem Ehemann Michael Küppers-Adebisi das dekoloniale Theaterstück Der Reichstag – Kafka in the reMIX mit einem Stipendium der Landestheater in NRW fertig.
2013 wurde sie Gründungsmitglied des Bundesnetzwerkes „The African Network Germany“ und Sprecherin der Bereiche Medien und Medienschaffende (TANG). Für ihre Arbeit als Aktivistin und ihr zivilgesellschaftliches Engagement wurde sie lokal, national und international ausgezeichnet (u. a. vom Berliner Senat, der Bundesregierung und der Europäischen Union). Das Black Heritage Magazin ehrte sie 2010 als eine der 50 wichtigsten Afrodeutschen. Als gewählte Bürgerdeputierte engagiert sie sich außerdem im Integrationsausschuss des Bezirks Berlin-Pankow.
Um 2013 war Küppers-Adebisi wissenschaftliche Mitarbeiterin am Zentrum für Gender Studies der Humboldt-Universität zu Berlin und arbeitete mit dem Ziel einer Promotion an einem ökonomischen Thema zur Cultural-Studies-Perspektive auf Waste-Management und Neo-Kolonialismus unter den Aspekten Race und Gender.
Als Initiatorin und Kuratorin der Black Berlin Biennale for Contemporary Art and Discourse (seit 2012) setzt sie sich für die Themen Dekolonialität und Erinnerungskultur mit Interventionen im öffentlichen Raum ein. Seit 2016 ist die Black Berlin Biennale offizielles Projekt der UN-Dekade for People of African Descent. Die Anti-Humboldt Box wurde 2015 zusammen mit dem Kollektiv Artefakte  künstlerische Kommentar zum Humboldt-Forum entwickelt und u. a. im Haus der Kulturen der Welt (Berlin), in der Villa Romana (Florenz) und dem Goethe-Institut (Johannesburg) gezeigt.
Adetoun Küppers-Adebisi ist die Schwester des Moderators Mola Adebisi.

## Publikationen
Als Herausgeberin
- 2004: TheBlackBook – Schwarze Präsens in Deutschland (Mittelalter bis Gegenwart), Hrsg. mit Anti-Diskriminierungsbüro Koeln
- 2011: Nachqualifizierungs & Schulungsbedarfe Afrikanische Diaspora & Migranten, mit Serviceagentur Nachqualifizierung (SANQ)
- 2012: Filmbeitrag, 12 min. Balotelli – Media against Racism, Herausgeber: Europäische Union & RBB Berlin
- 2013: Kurz-Film, Metamorphosis – Auswirkungen kultureller Stereotypen, 4 min.[5]
- 2013: Migration und Rassismus im deutschen Bildungssystem. (YouTube) Feature, 9 min, AFROTAK TV cyberNomads[6]
- 2023: TheBlackBook 2.0. Generation Repair. Transnationale Dialoge Namibia Deutschland, Hg: Adetoun Küppers-Adebisi und Michael Küppers-Adebisi Verlag: AFROTAK TV cyberNomads, Berlin, ISBN 978-3-9825249-0-0